# Sjeverni morski put
Sjeverni morski put (rus. Се́верный морско́й путь, skr. Севморпуть ili СМП) je najkraći morski put između europskog dijela Rusije i Dalekog Istoka, transportna komunikacija Ruske Federacije na Arktiku koja je nastala povijesno.
Prolazi Sjevernim ledenim morem (Barentsovim morem, Karskim morem, Laptevskim morem, Istočnosibirskim morem, Čukotskim morem) i djelomično Tihim oceanom (Beringovo more). Sjeverni morski put je ograničen zapadnim ulazima u tjesnace Nove zemlje i meridijanom koji ide na sjever od Rta Želanija, i na istoku u Beringovom prolazu paralelno 66 stupnjeva sjeverne širine i meridijanom 168 stupnjeva 58 minuta 37 sekundi zapadne dužine. Dužina Sjevernog morskog puta od Karskih vrata do zaljeva Providenija iznosi oko 5 600 kilometara. Udaljenost od Sankt Peterburga do Vladivostoka po Sjevernom morskom putu iznosi više od 14 tisuća kilometara (kroz Sueski kanal – više od 23 tisuće kilometara).
Sjeverni morski put opslužuje luke Arktika i velikih rijeka Sibira (uvoz goriva, opreme, živežnih namirnica, izvoz drva, prirodnih ruda). Otvaranjem Sjevernoga morskog puta uključena je polarna obala Sibira u gospodarstvo Rusije, a s time u vezi razvila su se duž obale i mnoga naselja, odnosno luke (Dikson, Igarka, Narjan-Mar, Novi Port, Pevek, Tiksi, Sabetta i druge). Na tihooceanskoj obali pored Vladivostoka razvile su se i luke Magadan, Sovjetskaja Gavan, Providenija i druge. Plovi se redovito u konvojima, koje predvode ledolomci. Uz pomoć zrakoplovstva i mnogobrojnih radarskih i meteoroloških postaja, za plovidbu se koristi do 150 dana u godini.
Alternativa su Sjevernom morskom putu prometnice koje prolaze kroz Sueski ili Panamski kanal. Ako na primjer udaljenost, koju prolaze brodovi od luke Murmansk do luke Jokohama (Japan) kroz Sueski kanal, iznosi 12 840 morskih milja, onda Sjevernim morskim putem iznosi samo 5 770 morskih milja.
Glavna je prepreka prolazu brodova led. Suvremeni ledolomci omogućit će po potrebi organiziranje navigacije tijekom cijele godine.

## Osnovne etape osvajanja
- Prvi put je maršrutu prošla s jednim zimovanjem 1878. – 1879. ekspedicija Šveđanina Nilsa Nordenšelda brodom „Vega“.
- Prvu uspješnu plovidbu s istoka na zapad, sa zimovanjem kod poluotoka Tajmyr, izvršila je hidrografska ekspedicija Sjevernog ledenog mora pod vodstvom Borisa Viljkickog na ledolomcima „Tajmyr“ i „Vajgač“ 1914. – 1915. Ta je plovidba postala također prvi prolaz Sjevernog morskog puta ekspedicije Ruskog carstva.
- Prvi put za jednu navigaciju ekspedicija Otta Schmidta je 1932. plovila na ledolomcu „Aleksandr Sibirjakov“.
- Prva uspješna plovidba s istoka na zapad za jednu navigaciju 1934. na ledolomcu „Litka“ (kapetan Nikolaj Nikolajev).
- Prvi prijevoz na Sjevernom morskom putu – teretni prijevoz brodova za prijevoz drveta „Vancetti“ i „Iskra“ iz Lenjingrada u Vladivostok od 8. srpnja do 9. listopada 1935.[2]

## Povijest osvajanja
O mogućnosti praktičnog korištenja "Sjeveroistočnog prolaza" (tako su do početka 20. stoljeća nazivali Sjeverni morski put) prvi put je progovorio ruski diplomat Dmitrij Gerasimov 1525., a pritom se oslanjao na rezultate plovidbe pomora iz 13. stoljeća.
Sredinom 16. stoljeća Englezi H. Willoby i Richard Chansler pokušali su nekoliko puta proći Sjeverno-istočnim prolazom, no nisu došli dalje od Nove zemlje. Teorijskom argumentacijom i razradom takve ekspedicije bavio se M.V. Lomonosov, koji je izložio svoja razmišljanja i proračune u radu "Kratak opis raznih putovanja po sjevernim morima i prikaz mogućeg prolaza Sibirskim oceanom u Istočnu Indiju" (rus. "Краткое описание разных путешествий по северным морям и показание возможного проходу Сибирским океаном в Восточную Индию" i u "Dodatku o sjevernoj plovidbi na Istok po Sibirskom oceanu" (rus. "Прибавление о северном мореплавании на Восток по Сибирскому океану") (1762. – 1764.). Temom se mnogo bavio D.I. Mendeljejev koji je posvetio osvajanju Krajnjeg Sjevera 36 radova; na tom je području surađivao s admiralom S. Makarovim, s kojim je bio aktivan u izgradnji ledolomca "Jermak"; razradio je ledolomac za visoke zemljopisne širine.
Stručnjaci i vlast su jako dobro znali kako bi ekonomski život udaljenih rajona zemlje moglo promijeniti probijanje Sjevernog morskog puta koji bi povezivao Murmansk s Vladivostokom. 2. srpnja 1918. predsjednik Sovnarkoma (Savjet narodnih komesara RSFSR-a) V.I. Lenjin je potpisao odluku o dodjeli jednog milijuna rubalja ekspediciji za istraživanje Sjevernog ledenog mora. Puno pažnje je pridavao pokušajima osvajanja Sjevernog morskog puta i viceadmiral Aleksandar Kolčak. 23. travnja 1919. g. njegovom zapovijedi, za vrijeme njegove vlade, bio je stvoren Komitet za Sjeverni morski put. Nakon poraza bijelih u Sibiru komitet je bio očuvan u punom sastavu, te uveden u sastav ustanova Sibrevkoma (Sibirski revolucijski komitet).
Za vrijeme Velikog domovinskog rata (1941. – 1945.), Sjeverni morski put je bio najvažnija prometnica Sovjetskog Sjevera. Putem su plovili ratni brodovi Tihooceanske flote u Barentsovo more. U četiri vojne godine brodovi Glavne uprave Sjevernog morskog puta prevezli su mnogo tereta za vojsku i gospodarstvo. Flota se opskrbljivala preko arktičkih luka Narjan-Mar, Igarka, Dudinka, Dikson, Tiksi, ugljenom (Pečorskog i drugih arktičkih bazena), vojna industrija - niklom, bakrom, drvom. Transport se često odvijao pod napadima zrakoplovstva, podmornica i brodova protivnika, u miniranim vodama. Brodove je štitila Sjeverna flota, a plovidba se osiguravala sustavom morskih konvoja (u kolovozu 1942. ledolomci "Aleksandr Sibirjakov", "Dežnjov" i obalno topništvo luke Dikson pružili su snažan otpor krstarici "Admiral Šejer"). Sjevernim morskim putem je prošlo na stotine brodova, od njih je 170 bilo u konvojima. Bilo je prevezeno više od 4 milijuna tona različitog tereta. Veliki doprinos za razvoj arktičke transportne flote dao je načelnik Glavne uprave Sjevernog morskog puta Ivan Papanin. Više od 100 djelatnika uprave nagrađeno je odličjima i medaljama SSSR-a za nesebičan trud za vrijeme rata.
Za vrijeme postojanja SSSR-a istraživanja Arktika i Sjevernog morskog puta provodila su se aktivno i svim mogućim sredstvima (ledolomci, civilni i vojni brodovi, podmornička flota, zrakoplovi, polarne stanice, itd.).
U razdoblju od 1970. do 1980. rad na Sjevernom morskom putu se osjetno pojačao. To je bilo povezano s napretkom u znanosti i tehnici, uključujući gradnju flote atomskih ledolomaca: 1960. u sastav flote je ušao atomski ledolomac "Lenjin", od 1974. ledolomci serije "Arktika". Osvajanje sjevernog morskog puta je bilo povezano s razvojem noriljskog rudarsko-metalurškog kombinata "A.P. Zavenjagin", što je zahtijevalo cjelogodišnju navigaciju po maršrutu Murmansk-Dudinka. Taj je zadaća bila postavljena pred direktora Murmanskog morskog parobrodarstva Vladimira Ignatjuka 1970. Od 1971. načelnik administracije Sjevernog morskog puta postaje Kirill Čubakov, koji se aktivno uključio u rješavanje tog pitanja. 1972. g. bila je provedena eksperimentalna arktička ruta, a 1. svibnja 1978. atomski ledolomac "Sibir'" i ledolomac "Kapitan Sorokin" doveli su u Dudinku karavanu od dva dizelska elektrobroda: "Pavel Ponomarjov" i "Navarin".  Na Arktiku je bila otvorena cjelogodišnja navigacija

## Sjeverni morski put danas
Osnovni korisnici Sjevernog morskog puta u Rusiji danas su: Noril'jskij nikel', Gazprom, Lukoil, Rosneft', Rosšel'f, Krasnojarski kraj, Jakutska, Čukotski autonomni okrug. Prema podacima izvršnog direktora Neprofitnog partnerstva za koordinaciju korištenja Sjevernog morskog puta (i bivšeg načelnika Administracije Sjevernog morskog puta) V. Mihajličenka, u usporedbi s 1980-ima broj prijevoza po Sjevernom morskom putu se smanjio otprilike za 5-6 puta s 6-8 milijuna tona tereta na godinu. 
Sjeverni morski put je bio otvoren za međunarodnu plovidbu 1991., nakon raspada SSSR-a. Međutim, tek je nedavno, zbog otapanja arktičkog leda, ta maršruta počela privlačiti inozemne kompanije. Na primjer 2009. g. dva su komercijalna broda krenula pravcem između Europe i Azije preko sjevernih voda Rusije. 2011. taj je put odabralo već 34 broda (radi usporedbe, kroz Sueski kanal godišnje prođe 18000 brodova). Izračunato je da se protok tereta može povećati od 2012. do 2019. deset puta, u budućnosti - dvadeset do pedeset milijuna tona na godinu. Sudbina puta uvelike zavisi od eksploatacije mineralnih resursa istraženih u njegovoj zoni. Značajni klijenti Sjevernog morskog puta mogu postati:
1. Nositelji licencije Štokmanovskog nalazišta nafte i plina s rezervama više od tri bilijuna kubičnih metara plina, Timano-Pečorske naftonosne provincije s nalazištima, prvenstveno Prirazlomnim, sjevernoonežskih boksita, polumetala i mangana na arhipelagu Novaja zemlja, u slučaju izvoza u zemlje jugoistočne Azije.
2. Izvoznici ukapljenog zemnog plina s poluotoka Jamal. Planira se vađenje plina iz Južno-Tambejskog nalazišta (Jamal LNG projekt), za čiju je eksploataciju izdana licencija kompaniji OAO "Jamal SPG". Država preuzima na sebe obvezu da izgradi luku u mjestu Sabetta i flotu tankera.[7] To će pomoći Gazpromu da počne s eksploatacijom ležišta nafte Zapadno-Tembejskog nalazišta.[8]

"U 2018. se planira da nova tvornica radi punim kapacitetom, opseg potrebnih kapitalnih ulaganja u razvitak pilot-projekta procjenjuje se na 18 - 20 milijardi dolara (858,2 milijarde rubalja). Od toga će 264 milijarde rubalja biti potrebno za izgradnju flote tankera-ledolomaca, otprilike 20 brodova kapaciteta 140 - 160 tisuća kubičnih metara, da bi se osigurao izvoz ugljikovodika s Jamala. Te bi izdatke, nadaju se (Novatek), država preuzela na sebe. Ostalo se planira podijeliti sa strateškim partnerima koji su već iskusni u proizvodnji ukapljenog plina: kompanija im namjerava prodati do 49% u proračunu za pomoć u financiranju, tehnologijama i marketingu ukapljenog plina na svjetskim tržištima. Fond investitora kompanija obećava formirati do kraja godine."
2010. tranzitni prijevozi Sjevernim morskim putem iznosili su oko 110 tisuća tona (provedena 4 broda). 2011. g. tranzitni prijevozi Sjevernim morskim putem iznosili su više od 820 tisuća tona (provedena 34 broda). 2012. tranzitni prijevozi Sjevernim morskim putem mogli bi iznositi do 2 500 tisuća tona.
Prednosti korištenja Sjevernog morskog puta za tranzitne prijevoze:
- ušteda na gorivu;
- smanjenje dužine rute smanjuje troškove za plaćanje rada osoblju i smanjuje cijenu brodarine;
- nema plaćanja za prolazak broda;
- nema čekanja (kao u Sueskom kanalu);
- nema rizika od napada pirata.